# Joana de Navarra (reina d'Anglaterra)
Joana de Navarra (castellà: Juana de Navarra)  (Évreux, c. 1368 - Havering-atte-Bower, 10 de juliol de 1437) també coneguda com a Joanna, fou infanta de Navarra i duquessa de Bretanya per matrimoni amb el duc Joan IV de Bretanya i més tard Reina d'Anglaterra com a segona esposa del Rei Enric IV. Joana era filla de Carles II de Navarra i Joana de Valois. Va servir com a regent de Bretanya des del 1399 fins al 1403 durant la minoria d'edat del fill gran, Joan V l'Anglòfil. També va servir com a regent d'Anglaterra durant l'absència del seu fillastre El rei Enric V el 1415. Quatre anys més tard Enric V la va empresonar i li va confiscar els diners i les terres. Joan va ser alliberada el 1422, poc abans de la mort d'Enric.
Fou la sisena dels set fills de Carles II el Dolent, rei de Navarra, i de Joana de França. Els seus avis materns foren Joan II el Bo i Bonna de Luxemburg.
El 2 de setembre de 1386, a la localitat de Saillé-près-Guérande, es va casar amb el duc Joan V de Bretanya, naixent d'aquest enllaç nou fills, quatre mascles -el major d'ells, Joan VI, hereta el ducat; anys més tard, el segon fill mascle, Artur, succeirà els seus nebots a Bretanya- i cinc femelles. El duc Joan V morí l'1 de novembre de 1399.
Tres anys més tard, el 7 de febrer de 1403, es casa, a la catedral de Winchester, amb el rei Enric IV d'Anglaterra. Encara que d'aquesta unió no hi va haver descendència, Joana va saber portar-se molt bé amb els seus fillastres, arribant fins i tot a posar-se del costat del futur Enric V en les seves querelles amb el pare. Enric IV va morir a Westminster, el 20 d'abril de 1413, després de 10 anys de matrimoni.
No obstant les seves bones relacions amb l'ara rei Enric V, va ser acusada d'usar bruixeria per tractar d'enverinar-lo i va ser empresonada al castell de Pevensey, a Sussex, per prop de 4 anys (1414-18). Una vegada alliberada, va portar una vida tranquil·la durant la resta del regnat d'Enric V i després sota el del seu fill i successor, Enric VI.
Va morir als 67 anys, i va ser sepultada a la catedral de Canterbury al costat del seu marit Enric IV.

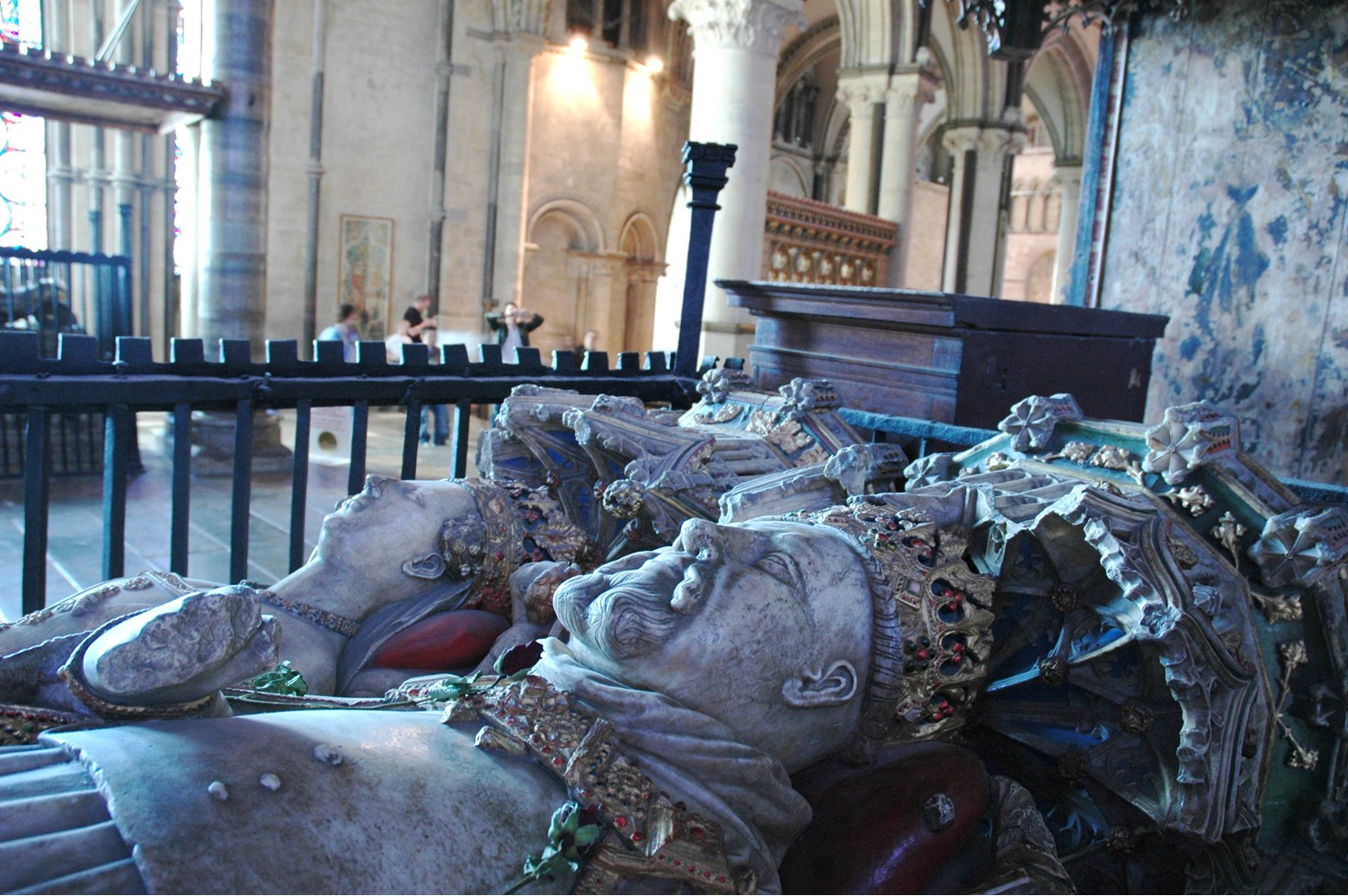
Tomba de Joana de Navarra al costat del seu marit Enric IV a la catedral de Canterbury